# Кавилья, Энрико
Энрико Кавилья (итал. Enrico Caviglia; 4 мая 1862, Финале-Лигуре, Лигурия, Королевство Италия — 22 марта 1945, Рим, Королевство Италия) — итальянский военный и государственный деятель. Маршал Италии (25.06.1926).

## Образование
- 1880—1882 Военная академия в Турине.
- 1890—1893 Военный колледж в Милане.

## Биография
- с 1882 служба лейтенантом в 2-м артиллерийском полку. Участвовал в боевых действиях в Африке (1888-1889 и 1895-1897), в частности в сражении при Адуа.
- с 1903 на дипломатической службе, назначен военным атташе В Токио, затем с 1905 одновременно и в Пекине.
- с 1911 вновь в действующей армии. Участвовал в Итало-турецкой войне 1911—1912. В 1914 был назначен директором Института военных географов, полковник. С началом Первой мировой войны назначен командиром бригады «Бари». Летом 1915 произведён в чин генерал-майора.
- в 1916 назначен командующим 29-й дивизией. Отличился в боях на севере Италии, награждён Рыцарским крестом Савойского военного ордена. В 1917 назначен командующим XXIV Армейским корпусом. В составе 2-й армии участвовал в битве при Капоретто, понёс большие потери, но вывел корпус в полном порядке.
- с ноября 1917 назначен командующим VIII Армейским корпусом, затем в июне 1918 X Армейским корпусом. Но уже 23 июня 1918 назначен командующим 8-й армией. Его армия была главной атакующей силой в битве при Витторио-Венето.
- с января 1919 назначен сенатором и Военным министром Италии. В декабре 1919 комиссар Венеции и командующий 8-й армейской инспекцией.
- в 1920 по 1925 командовал армией обороны Италии.

Активно выступал против фашистской диктатуры Муссолини. Участник заговора против Муссолини.
Скончался в родном городе незадолго до конца войны.

## Награды
- Высший орден Святого Благовещения (1930)
- Большой крест Савойского военного ордена
- Медаль Победы в Первой мировой войне
- Рыцарь Ордена Бани